# Pantelozetes serratus
Pantelozetes serratus är en kvalsterart som beskrevs av Wang och Xiaolong Cui 1996. Pantelozetes serratus ingår i släktet Pantelozetes och familjen Oribellidae. Inga underarter finns listade i Catalogue of Life.